# Quadro de medalhas dos Jogos Paralímpicos de Inverno de 2018
O quadro de medalhas dos Jogos Paralímpicos de Inverno de 2018 é uma lista que classifica os Comitês Paralímpicos Nacionais de acordo com o número de medalhas conquistadas nos Jogos em PyeongChang, na Coreia do Sul, onde foram disputadas 80 finais em seis esportes, totalizado 241 medalhas distribuídas.

## O quadro
O quadro de medalhas está classificado de acordo com o número de medalhas de ouro, estando as medalhas de prata e bronze como critérios de desempate em caso de países com o mesmo número de ouros.
     País sede destacado.
| Ordem | País                             | Medalha de ouro | Medalha de prata | Medalha de bronze |     |
| ----- | -------------------------------- | --------------- | ---------------- | ----------------- | --- |
| 1     | USA Estados Unidos               | 13              | 15               | 8                 | 36  |
| 2     | NPA Atletas Paralímpicos Neutros | 8               | 10               | 6                 | 24  |
| 3     | CAN Canadá                       | 8               | 4                | 16                | 28  |
| 4     | FRA França                       | 7               | 8                | 5                 | 20  |
| 5     | GER Alemanha                     | 7               | 8                | 4                 | 19  |
| 6     | UKR Ucrânia                      | 7               | 7                | 8                 | 22  |
| 7     | SVK Eslováquia                   | 6               | 4                | 1                 | 11  |
| 8     | BLR Bielorrússia                 | 4               | 4                | 4                 | 12  |
| 9     | JPN Japão                        | 3               | 4                | 3                 | 10  |
| 10    | NED Países Baixos                | 3               | 3                | 1                 | 7   |
| 11    | SUI Suíça                        | 3               |                  |                   | 3   |
| 12    | ITA Itália                       | 2               | 2                | 1                 | 5   |
| 13    | GBR Grã-Bretanha                 | 1               | 4                | 2                 | 7   |
| 14    | NOR Noruega                      | 1               | 3                | 4                 | 8   |
| 15    | AUS Austrália                    | 1               |                  | 3                 | 4   |
| 16    | KOR Coreia do Sul                | 1               |                  | 2                 | 3   |
|       | FIN Finlândia                    | 1               |                  | 2                 | 3   |
|       | NZL Nova Zelândia                | 1               |                  | 2                 | 3   |
| 19    | CRO Croácia                      | 1               |                  | 1                 | 2   |
| 20    | KAZ Cazaquistão                  | 1               |                  |                   | 1   |
|       | CHN China                        | 1               |                  |                   | 1   |
| 22    | AUT Áustria                      |                 | 2                | 5                 | 7   |
| 23    | ESP Espanha                      |                 | 1                | 1                 | 2   |
| 24    | SWE Suécia                       |                 | 1                |                   | 1   |
| 25    | BEL Bélgica                      |                 |                  | 1                 | 1   |
|       | POL Polônia                      |                 |                  | 1                 | 1   |
| TOTAL | TOTAL                            | 80              | 80               | 81                | 241 |